# 错喀隆湖
错喀隆湖，又称措隆卡，是一个位于中国青海省海西蒙古族藏族自治州天峻县境内的湖泊，湖名系藏语音译，意为“胃形湖”。湖长4千米，最大宽3千米，平均宽2千米，湖水面积8平方千米。湖水位3845米。
湖水主要依靠布哈河上游段阳康曲的支流亚合隆休玛调节。集水面积44平方千米，补给系数5.5。湖滨地势平坦，牧草茂盛，有部分天峻县阳康乡牧民来此放牧。阳康至苏里乡的乡级公路从湖东经过。